# گلبئک
شهر گلبئک (به فرانسوی: Glabbeek) در ناحیه اداری لوان  در استان فلومیش بربان  در منطقه فلاندری در کشور بلژیک واقع شده‌است.